# 亜細亜義塾
アジア義塾（アジアぎじゅく）とは、日本の民族派団体である。

## 概要
1979年（昭和54年）に設立。
興亜の先達の遺訓を継承大アジア主義を掲げ、国内のみならず広くアジアに目を向けた民族解放活動を支援、志向する熱血革命青年を育成して、日本国家再生の魁として行動し、戦後日本の不条理を撃ちてし止む民族精神の覚醒を促すことを目的としている。
構成員は、下部関連組織7団体、亜細亜青年義塾、アジア会、大日本皇道社、坤龍社、新亜連盟などを含めて、総勢320名を擁していた。アジア民族の解放を掲げ中国民主化運動を支援、台湾、香港、上海のマフィア（洪門会)と連携し中国大陸内部での反中国共産党武装組織を組織している。
1988年には亡命チベット人の独立運動家と共に西蔵独立義勇軍を結成し来日した李鵬首相と竹下首相を東京の新橋演舞場で襲撃している。
街宣活動でも中国民主化活動家と共に中国大使館前で中国語による演説街宣を繰り返していた。防共挺身隊の行動的な伝統を引継ぎ田中角栄、中曽根暗殺未遂事件や自民党本部襲撃事件、群馬県太田市での日本共産党襲撃事件などを頻繁に繰り返した。
しかし現在は、内部分裂と抗争で公安警察の弾圧と商法改正で資金難に陥り、経済的にひっ迫している。また、残った塾生も、50名ほどに減少している。
近年は安藤宗展を中心に上海の台湾マフィア、民主化グループと共同で中国工作を主流とした少数精鋭主義の形をとりより過激な反中国武装団体として、現在でも公安当局から徹底マークされている。また、街宣活動よりも、歩兵による直接行動を重んじ国内及び中国国内での反共民主化工作、またNPO法人を名乗り上海で餅つき大会を催し現地での工作などを行っている。